# Magirus-Deutz MK-серії

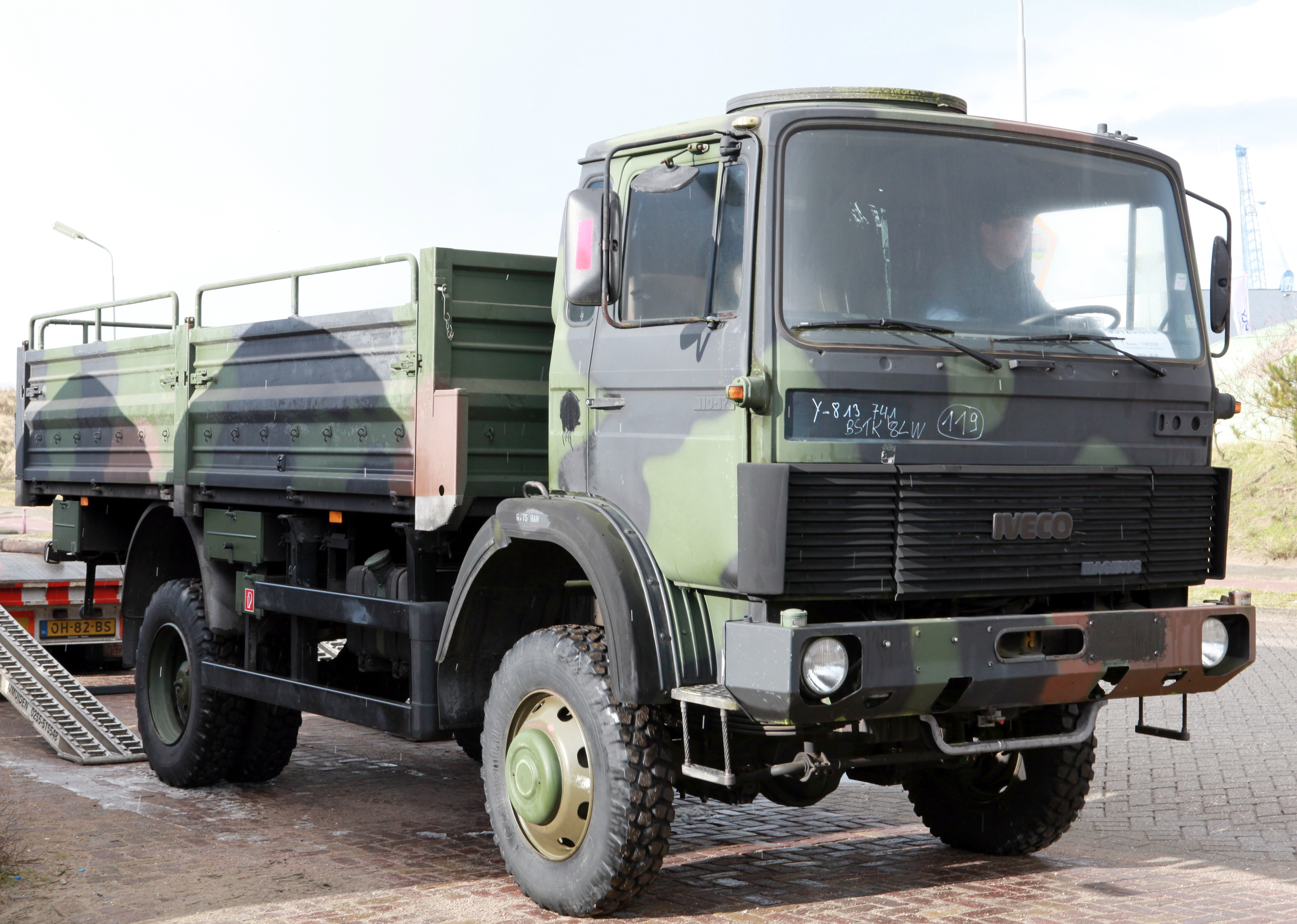
Iveco Magirus 110-17 (з 1982-1992)

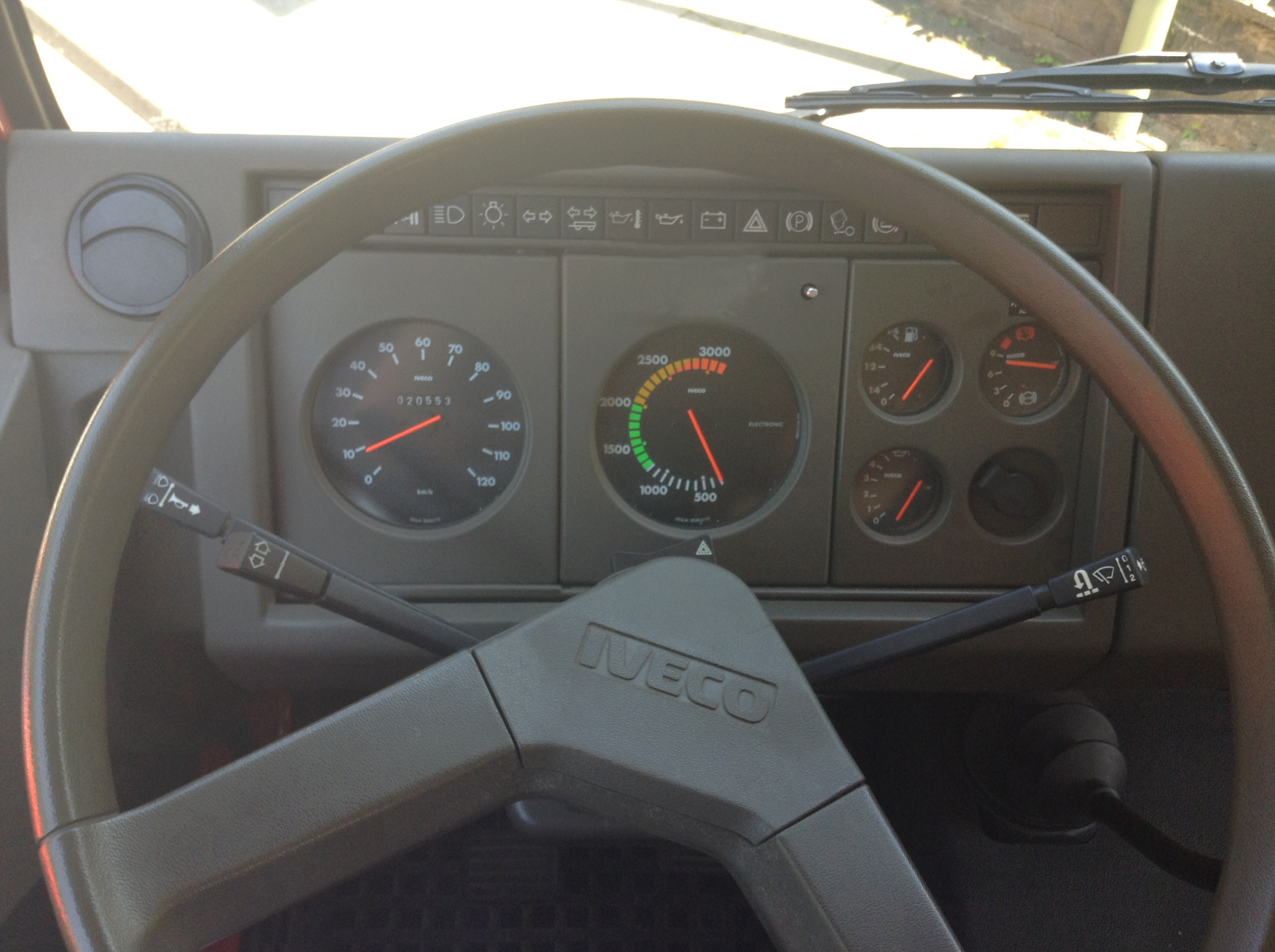

Magirus-Deutz MK-серії — сімейство легких і середніх комерційних автомобілів, які представлені в 1975 році німецьким виробником комерційних транспортних засобів Magirus-Deutz з кабіною так званого «Клубу чотирьох». У тому ж 1975 році Magirus-Deutz ввійшов в недавно створену корпорацію Iveco. Бренд Magirus-Deutz припинив своє існування на початку 1980-х років, але серія МК (правда під назвою Iveco) виготовлялась до 1992 року. MK це абревіатура Mittel Klasse що дослівно означає середній клас. Автомобілі серії МК комплектувались дизельними двигунами повітряного охолодження Deutz. Потужність двигуна складала 87-169 к.с., корисне навантаження від 3,21 до 9,07 тонн.

## Модифікації
| Позначення Magirus-Deutz (до 1982) | Позначення Iveco (з 1982) | кузов                                              | двигун   | к.с.    | повна маса (т) | роки виробництва |
| ---------------------------------- | ------------------------- | -------------------------------------------------- | -------- | ------- | -------------- | ---------------- |
| 90M6                               |                           | шасі, самоскид                                     | F4L913   | 87      | 6,6            | 1975–1978        |
| 90M7                               | 75-9                      | шасі, самоскид, фургон                             | F4L913   | 87      | 7,5            | 1975–1983        |
| 90M8                               |                           | шасі, самоскид                                     | F4L913   | 87      | 7,5            | 1977–1982        |
| 90M9                               | 90-9                      | шасі, самоскид                                     | F4L913   | 87      | 9,4            | 1975–1983        |
| 130M7                              | 75-13                     | шасі, комунальна, військова вантажівка             | F6L913   | 130     | 7,5            | 1979–1992        |
| 130M8                              | 80-13                     | шасі, самоскид, сідловий тягач, фургон, комунальна | F6L913   | 130     | 7,5            | 1975–1983        |
| 130M8 Turbo                        | 80-13 Turbo               | шасі, самоскид, сідловий тягач, фургон, комунальна | BF6L913T | 130     | 7,5            | 1980–1992        |
| 130M9                              | 90-13                     | шасі, самоскид, сідловий тягач, фургон             | F6L913   | 130     | 9,4            | 1975–1983        |
|                                    | 90-13 Turbo               | шасі, самоскид, сідловий тягач, фургон             | BF6L913T | 130     | 9,4            | 1983–1991        |
| 130M11                             | 110-13                    | шасі, самоскид, фургон                             | F6L913   | 130     | 11,0           | 1975–1983        |
|                                    | 110-13 Turbo              | шасі, самоскид, фургон                             | BF6L913T | 135     | 11,0           | 1983–1991        |
| 130M13                             | 130-13                    | шасі, самоскид, фургон                             | F6L913   | 130     | 13,0           | 1975–1983        |
|                                    | 130-13 Turbo              | шасі, самоскид, фургон                             | BF6L913T | 130–135 | 13,0           | 1983–1991        |
| 160M8                              | 80-16 (Turbo)             | шасі, самоскид, сідловий тягач, комунальна         | BF6L913  | 160–169 | 7,5            | 1981–1992        |
| 160M11                             | 110-16 (Turbo)            | шасі, самоскид, сідловий тягач, фургон             | BF6L913  | 160–169 | 11,0           | 1975–1991        |
| 160M13                             | 130-16 (Turbo)            | шасі, самоскид, сідловий тягач, фургон             | BF6L913  | 160–169 | 13,0           | 1975–1991        |
| 168M11                             | 110-17                    | шасі, самоскид, комунальна, військова вантажівка   | BF6L913  | 168     | 11,0           | 1980–1992        |